# Temporada 1981-82 de los Chicago Bulls
La temporada 1981-82 fue la decimosexta de los Chicago Bulls en la NBA. La temporada regular acabaron con 34 victorias y 48 derrotas, ocupando la novena posición de la Conferencia Este, no logrando clasificarse para los playoffs.

## Elecciones en elDraft
| Ronda | Puesto | Jugador           | Posición  | Nacionalidad   | Universidad |
| ----- | ------ | ----------------- | --------- | -------------- | ----------- |
| 1     | 6      | Orlando Woolridge | Ala-Pívot | Estados Unidos | Notre Dame  |
| 6     | 130    | Roger Burkman     | Escolta   | Estados Unidos | Louisville  |

## Temporada regular
| División Central    | División Central | División Central | División Central | División Central | División Central | División Central | División Central | División Central |
| Equipo              | G                | P                | %                | PD               | Casa             | Fuera            | Div              |                  |
| ------------------- | ---------------- | ---------------- | ---------------- | ---------------- | ---------------- | ---------------- | ---------------- | ---------------- |
| y-Milwaukee Bucks   | 55               | 27               | .671             | –                | 31–10            | 24–17            | 24–6             |                  |
| x-Atlanta Hawks     | 42               | 40               | .512             | 13.0             | 24–17            | 18–23            | 15–14            |                  |
| Detroit Pistons     | 39               | 43               | .476             | 16.0             | 23–18            | 16–25            | 19–11            |                  |
| Indiana Pacers      | 35               | 47               | .427             | 20.0             | 25–16            | 10–31            | 14–16            |                  |
| Chicago Bulls       | 34               | 48               | .415             | 21.0             | 22–19            | 12–29            | 12–17            |                  |
| Cleveland Cavaliers | 15               | 67               | .183             | 40.0             | 9–32             | 6–35             | 5–25             |                  |

## Estadísticas
| Rk | Jugador           | Edad | P  | PT | MP   | TC  | TCI  | %TC  | T3  | T3I | %T3   | TL  | TLI | %TL   | RO  | RD  | RT   | AS  | RB  | TAP | BP  | FP  | PTS  |
| -- | ----------------- | ---- | -- | -- | ---- | --- | ---- | ---- | --- | --- | ----- | --- | --- | ----- | --- | --- | ---- | --- | --- | --- | --- | --- | ---- |
| 1  | Dave Greenwood    | 24   | 82 | 82 | 35.5 | 5.9 | 12.4 | .473 | 0.0 | 0.0 | .000  | 2.9 | 3.5 | .825  | 2.3 | 7.2 | 9.6  | 3.2 | 0.9 | 1.1 | 2.2 | 3.6 | 14.6 |
| 2  | Reggie Theus      | 24   | 82 | 82 | 34.6 | 6.8 | 14.6 | .469 | 0.3 | 1.2 | .250  | 4.4 | 5.5 | .808  | 1.4 | 2.4 | 3.8  | 5.8 | 1.1 | 0.2 | 3.4 | 3.0 | 18.4 |
| 3  | Artis Gilmore     | 32   | 82 | 82 | 34.1 | 6.7 | 10.2 | .652 | 0.0 | 0.0 | 1.000 | 5.2 | 6.7 | .768  | 2.7 | 7.5 | 10.2 | 1.7 | 0.6 | 2.7 | 2.8 | 3.5 | 18.5 |
| 4  | Ronnie Lester     | 23   | 75 | 74 | 30.0 | 4.4 | 8.8  | .501 | 0.1 | 0.1 | .500  | 2.8 | 3.4 | .813  | 1.0 | 1.8 | 2.8  | 4.8 | 1.1 | 0.2 | 2.5 | 2.1 | 11.6 |
| 5  | Dwight Jones      | 29   | 78 | 18 | 26.2 | 3.9 | 7.3  | .530 | 0.0 | 0.0 | 1.000 | 2.2 | 3.1 | .723  | 2.0 | 4.5 | 6.5  | 1.5 | 0.6 | 0.5 | 2.0 | 2.8 | 10.0 |
| 6  | Ricky Sobers      | 29   | 80 | 6  | 24.2 | 4.5 | 10.0 | .453 | 0.2 | 1.0 | .250  | 2.4 | 3.2 | .768  | 0.5 | 1.3 | 1.8  | 3.8 | 0.9 | 0.2 | 2.7 | 3.0 | 11.8 |
| 7  | Larry Kenon       | 29   | 60 | 30 | 17.3 | 3.2 | 6.9  | .466 | 0.0 | 0.0 |       | 0.8 | 1.5 | .568  | 1.2 | 1.8 | 3.0  | 1.1 | 0.5 | 0.1 | 1.4 | 1.2 | 7.2  |
| 8  | Orlando Woolridge | 22   | 75 | 12 | 15.8 | 2.7 | 5.3  | .513 | 0.0 | 0.0 | .000  | 1.9 | 2.7 | .699  | 1.1 | 1.9 | 3.0  | 1.1 | 0.3 | 0.3 | 1.4 | 2.0 | 7.3  |
| 9  | James Wilkes      | 23   | 57 | 22 | 15.1 | 2.2 | 4.7  | .481 | 0.0 | 0.0 | .000  | 1.0 | 1.4 | .725  | 1.1 | 1.7 | 2.8  | 1.1 | 0.5 | 0.3 | 1.1 | 2.0 | 5.5  |
| 10 | Coby Dietrick     | 33   | 74 | 0  | 13.5 | 1.2 | 2.7  | .460 | 0.0 | 0.0 | .000  | 0.5 | 0.7 | .704  | 0.9 | 1.7 | 2.5  | 1.2 | 0.7 | 0.4 | 0.6 | 1.8 | 3.0  |
| 11 | Ray Blume         | 23   | 49 | 2  | 11.1 | 2.1 | 4.5  | .459 | 0.1 | 0.4 | .222  | 0.4 | 0.6 | .643  | 0.3 | 0.6 | 0.8  | 1.4 | 0.5 | 0.0 | 1.1 | 1.2 | 4.6  |
| 12 | Tracy Jackson     | 22   | 38 | 0  | 10.8 | 1.8 | 3.8  | .473 | 0.0 | 0.0 |       | 0.8 | 1.0 | .821  | 0.7 | 0.6 | 1.3  | 0.6 | 0.3 | 0.1 | 0.5 | 1.1 | 4.5  |
| 13 | Jackie Robinson   | 26   | 3  | 0  | 9.7  | 1.0 | 3.0  | .333 | 0.0 | 0.0 |       | 1.3 | 1.3 | 1.000 | 1.0 | 0.0 | 1.0  | 0.0 | 0.0 | 0.0 | 0.3 | 0.3 | 3.3  |
| 14 | Roger Burkman     | 23   | 6  | 0  | 5.0  | 0.0 | 0.7  | .000 | 0.0 | 0.2 | .000  | 0.8 | 1.0 | .833  | 0.3 | 0.7 | 1.0  | 0.8 | 1.0 | 0.3 | 0.5 | 1.0 | 0.8  |

## Galardones y récords
| Jugador       | Galardón |
| Artis Gilmore | All-Star |